# 사쿠라 크레파스

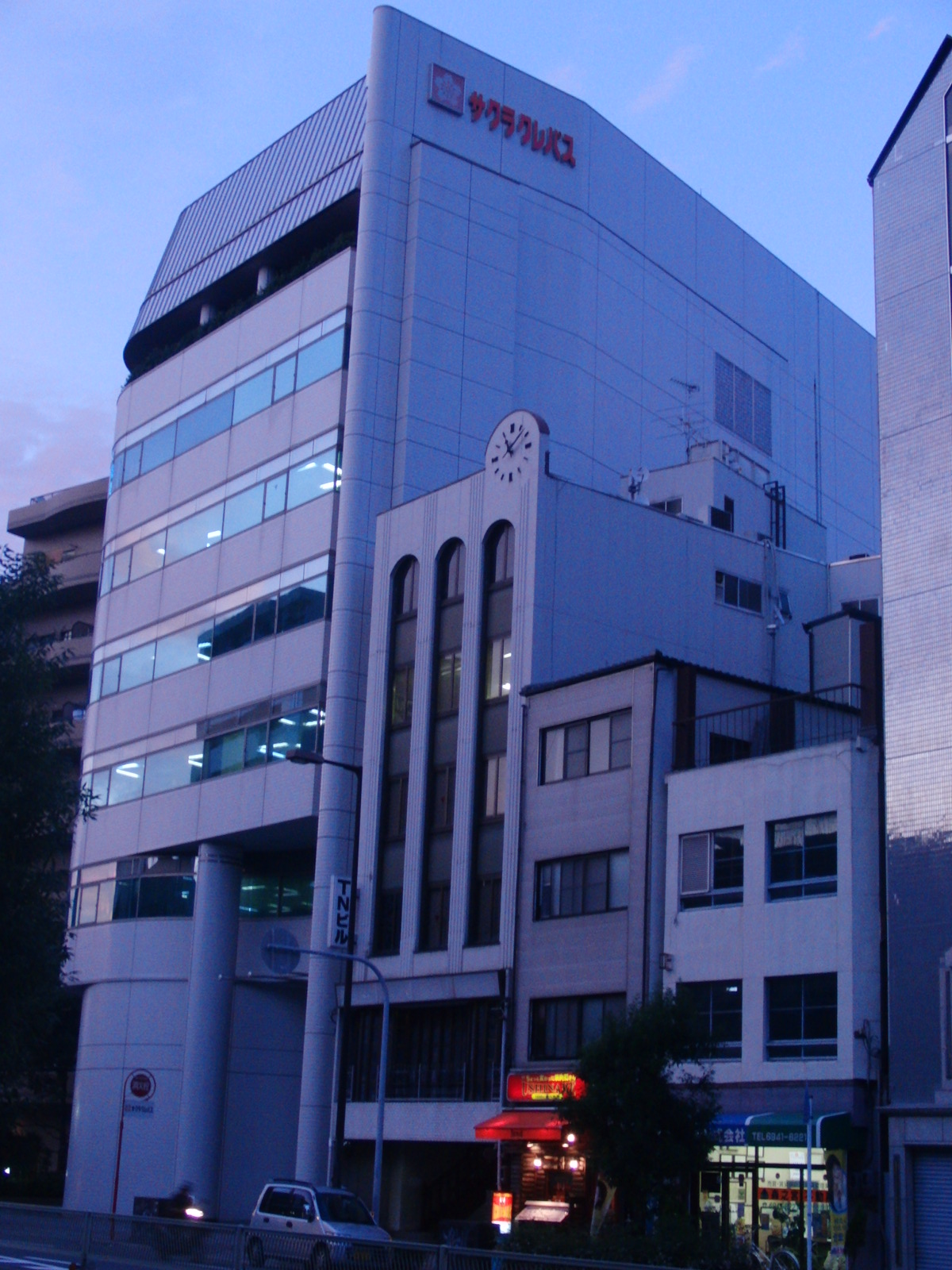

사쿠라 크레파스(株式会社 サクラクレパス)는 1921년 설립된 일본의 문구 제조회사이다.

## 역사
1926년 발매한 크레파스가 인기를 끌며 크게 성장했다. 1982년에는 피그마 마커를 출시했으며, 1984년에는 젤 잉크 펜을 개발했다. 1986년 캘리포니아에 미국 지사를, 2002년에는 상하이에 중국 지사를 설립하며 해외로도 진출하였다.